# نصرت أباد خدايار
نصرت‌ أباد خدايار هي قرية في مقاطعة كرج، إيران. في تعداد عام 2006 ، لوحظ وجودها، ولكن لم يتم الإبلاغ عن سكانها.